# Lista de países da América Latina e Caribe por IDH

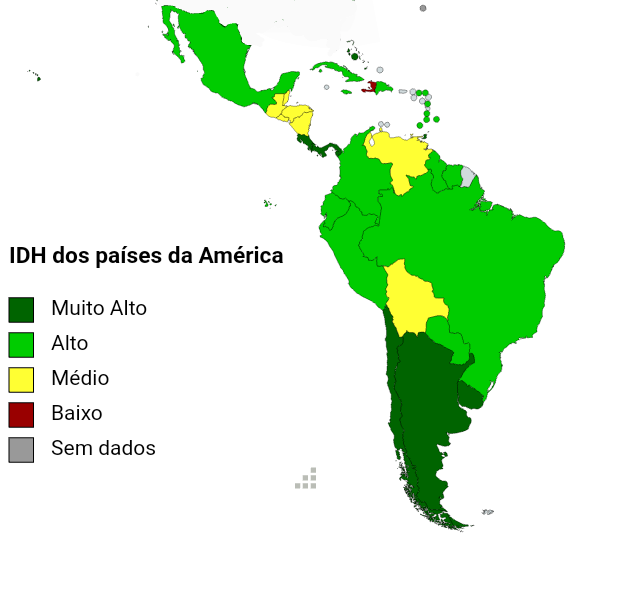
Paises da América latina e Caribé por IDH representando as quatro categorias do Índice de Desenvolvimento Humano, baseado no relatório publicado em 2022, com dados referentes a 2021.

- A lista em 2021 é organizada da seguinte forma:

| IDH        | Divisão   |
| Muito alto | 7 países  |
| Alto       | 18 países |
| Médio      | 7 países  |
| Baixo      | 1 país    |
| Total      | 33 países |

Esta é uma lista de países da América Latina e Caribe por Índice de Desenvolvimento Humano (IDH), com base nos dados de 2021 e publicado no dia 8 de Setembro de 2022., segundo o Programa da Nações Unidas para o Desenvolvimento

## Tabela
| Posição                           | País                              | Posição mundial                   | IDH 2021                          | IDH 2020                          | Variação em relação a 2020        |
| Desenvolvimento humano muito alto | Desenvolvimento humano muito alto | Desenvolvimento humano muito alto | Desenvolvimento humano muito alto | Desenvolvimento humano muito alto | Desenvolvimento humano muito alto |
| --------------------------------- | --------------------------------- | --------------------------------- | --------------------------------- | --------------------------------- | --------------------------------- |
| 1                                 | Chile                             | 42                                | 0,855                             | 851                               | 0,004                             |
| 2                                 | Argentina                         | 47                                | 0,842                             | 840                               | 0,002                             |
| 3                                 | Bahamas                           | 55                                | 0,812                             | 815                               | 0,003                             |
| 4                                 | Trindade e Tobago                 | 57                                | 0,810                             | 818                               | 0,008                             |
| 5                                 | Costa Rica                        | 58                                | 0,809                             | 816                               | 0,007                             |
| 5                                 | Uruguai                           | 58                                | 0,809                             | 821                               | 0,012                             |
| 6                                 | Panamá                            | 61                                | 0,805                             | 801                               | 0,004                             |
| Desenvolvimento humano alto       |                                   |                                   |                                   |                                   |                                   |
| 7                                 | Granada                           | 68                                | 0,795                             | 793                               | 0,002                             |
| 8                                 | Barbados                          | 70                                | 0,790                             | 788                               | 0,002                             |
| 9                                 | Antígua e Barbuda                 | 71                                | 0,778                             | 778                               | 0,000                             |
| 10                                | São Cristóvão e Neves             | 75                                | 0,777                             | 779                               | 0,002                             |
| 11                                | República Dominicana              | 80                                | 0,767                             | 766                               | 0,001                             |
| 12                                | Cuba                              | 83                                | 0,764                             | 781                               | 0,017                             |
| 13                                | Peru                              | 84                                | 0,762                             | 762                               | 0,000                             |
| 14                                | México                            | 86                                | 0,758                             | 756                               | 0,002                             |
| 15                                | Brasil                            | 87                                | 0,754                             | 758                               | 0,004                             |
| 16                                | Colômbia                          | 88                                | 0,752                             | 756                               | 0,004                             |
| 17                                | São Vicente e Granadinas          | 89                                | 0,751                             | 764                               | 0,013                             |
| 18                                | Equador                           | 95                                | 0,740                             | 731                               | 0,009                             |
| 19                                | Suriname                          | 99                                | 0,730                             | 743                               | 0,013                             |
| 20                                | Dominica                          | 102                               | 0,720                             | 722                               | 0,002                             |
| 21                                | Paraguai                          | 105                               | 0,717                             | 730                               | 0,013                             |
| 22                                | Santa Lúcia                       | 106                               | 0,715                             | 723                               | 0,008                             |
| 23                                | Guiana                            | 108                               | 0,714                             | 721                               | 0,007                             |
| 24                                | Jamaica                           | 110                               | 0,709                             | 713                               | 0,004                             |
| Desenvolvimento humano médio      |                                   |                                   |                                   |                                   |                                   |
| 25                                | Bolivia                           | 118                               | 0,692                             | 694                               | 0,002                             |
| 26                                | Venezuela                         | 120                               | 0,691                             | 695                               | 0,004                             |
| 27                                | Belize                            | 123                               | 0,683                             | 690                               | 0,007                             |
| 28                                | El Salvador                       | 125                               | 0,675                             | 672                               | 0,003                             |
| 29                                | Nicarágua                         | 126                               | 0,667                             | 654                               | 0,013                             |
| 30                                | Guatemala                         | 135                               | 0,627                             | 635                               | 0,008                             |
| 31                                | Honduras                          | 137                               | 0,621                             | 621                               | 0,000                             |
| Desenvolvimento humano baixo      |                                   |                                   |                                   |                                   |                                   |
| 32                                | Haiti                             | 163                               | 0,535                             | 540                               | 0,005                             |